# Pavel Major
Pavel Major (* 11. prosince 1943, Praha) je český malíř, ilustrátor, grafik a pedagog.

## Život
V Praze maturoval na Výtvarné škole Václava Hollara a pak v letech 1966–1972 vystudoval pod vedením profesorů Zdeňka Sklenáře, Antonína Strnadela a Jiřího Trnky Vysokou školu uměleckoprůmyslovou. Od roku 1974 působil na této škole jako pedagog v ateliéru knižní grafiky a ilustrace. Jako ilustrátor uplatňoval ve své tvorbě zájem o historii.

## Z knižních ilustrací
- Pavel Bělina: Slavní vojevůdci (1993).
- Gaius Iulius Caesar: Zápisky o válce galské (1986).
- Jan Císař: Světoví dramatici (1997).
- Petr Čornej: Panovníci Českých zemí (1992).
- Oldřich Fejfar: Zaniklá sláva savců (2005).
- Oldřich Fejfar: Zkamenělá minulost (1989).
- Robert Graves: Příznaky lásky (1977).
- Heda Halířová: Udet, syn divočiny (1984).
- Jitka Lněničková: České země v době obrození (1995).
- Petr Klučina: Homo militaris – válečníci starověku (1994).
- Petr Klučina: Rytíři (1995).
- Helena Mandelová: České země za vlády Lucemburků (1993).
- Jiří Mikula: Dvacetkrát starši než Altamira (1983).
- Andrej Vasiljevič Tereščuk: Panovníci Ruska (2007).
- Zdeněk Váňa: Svět starých Slovanů (1983).
- Vojenské dějiny Československa (1985–1989), pět dílů.
- Vojenské dějiny od pravěku do roku 1648 (2013).